# 格里戈里·格林科

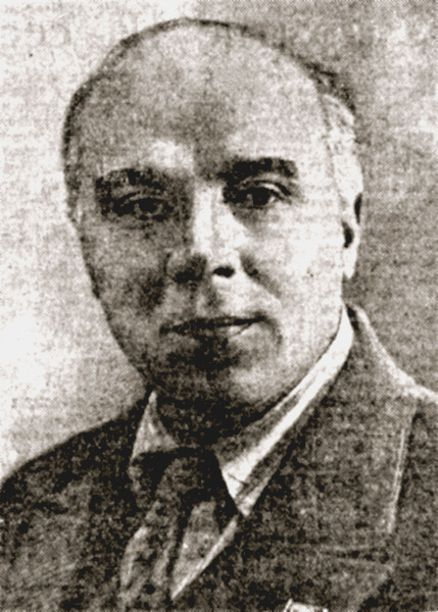
格里戈里·格林科

格里戈里·费奥多罗维奇·格林科（俄語：Григорий Фёдорович Гринько，1890年11月30日—1938年3月15日），苏联政治家。
格林科最初是斗争派的一名领袖。后来，他加入乌克兰共产党（布尔什维克）。由于他曾加入过倾向乌克兰独立的斗争派，他在1922年因“背叛的民族主义”的指控遭到清算，但在1925年因为乌克兰化运动的影响，格林科被任命为乌克兰国家计划政委。1930年—1937年，他担任苏联金融人民委员会部长，以接替尼古拉·布留哈诺夫。
1938年3月，他因为是右翼反对派的成员之一，被送上了第三次莫斯科审判的被告席，被判处并执行枪决。